# Microrégion de Vitória da Conquista
 (février 2025).
Si vous disposez d'ouvrages ou d'articles de référence ou si vous connaissez des sites web de qualité traitant du thème abordé ici, merci de compléter l'article en donnant les références utiles à sa vérifiabilité et en les liant à la section « Notes et références ».
La microrégion de Vitória da Conquista est l'une des huit microrégions qui subdivisent le centre-sud de l'État de Bahia au Brésil.
Elle comporte 17 municipalités qui regroupaient 658 284 habitants en 2006 pour une superficie totale de 18 693 km2.

## Municipalités[1]
- Anagé
- Barra do Choça
- Belo Campo
- Boa Nova
- Bom Jesus da Serra
- Caatiba
- Caetanos
- Cândido Sales
- Dário Meira
- Ibicuí
- Iguaí
- Manoel Vitorino
- Mirante
- Nova Canaã
- Planalto
- Poções
- Vitória da Conquista